# 레이 오지

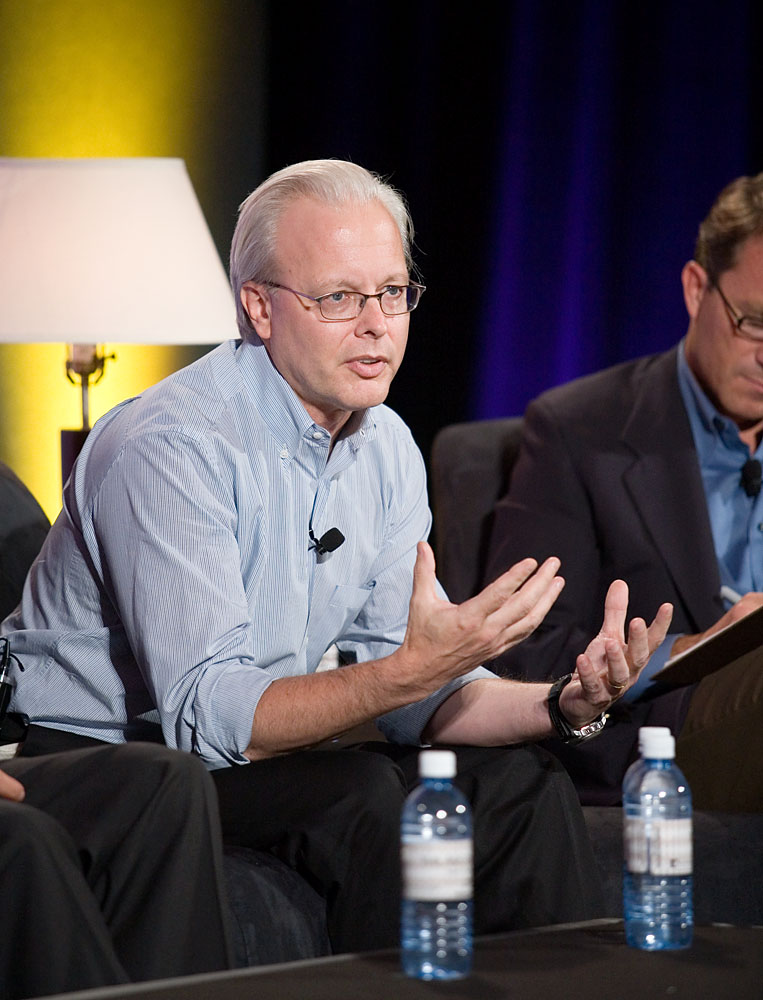
웹 2.0 콘퍼런스의 레이 오지

레이 오지(Ray Ozzie, 본명: 레이먼드 "레이" 오지, Raymond "Ray" Ozzie, 1955년 11월 20일 ~ )는 2005년부터 2010년까지 마이크로소프트에서 최고 기술 책임자 및 최고 소프트웨어 설계자 직책을 맡은 미국의 소프트웨어 산업 기업가이다. 마이크로소프트 이전에는 로터스 노츠를 만드는 역할로 가장 잘 알려져 있었다.

## 약력
일리노이주 시카고에서 자랐고 나중에 일리노이주 파크리지로 이사했으며 1973년에 메인 사우스 고등학교를 졸업하고 1969년에 GE-400 메인프레임과 올리베티-언더우드 프로그래마 101에서 프로그래밍하는 법을 배웠다.
1979년 일리노이대학교 어바나-샴페인 캠퍼스에서 컴퓨터 과학 학사 학위를 취득했으며 그곳에서 PLATO 시스템 관련 업무를 맡았고 데이터 센트럴 코퍼레이션(Data General Corporation)의 조나단 삭스(Jonathan Sachs)를 위해 근무하면서 경력을 시작했다. 데이터 제너럴을 떠난 후 오지는 비지칼크의 창시자인 댄 브리클린(Dan Bricklin)과 밥 프랭크스턴(Bob Frankston)의 소프트웨어 아츠(Software Arts)에서 해당 제품과 TK 솔버(TK Solver) 작업을 담당했다. 그 후 얼마 지나지 않아 그는 삭스와 미치 케이퍼(Mitch Kapor)에 채용되어 로터스 디밸롭먼트(Lotus Development)에서 일하여 로터스 심포니(Lotus Symphony)를 개발하게 되었다. 오지는 1984년에 로터스 디밸롭먼트를 떠나 아이리스 어소시어츠(Iris Associates)를 설립하여 나중에 플라토 노츠(PLATO Notes) 그룹 메시징 시스템을 사용한 경험을 바탕으로 로터스에서 로터스 노츠로 판매되는 제품을 만들었다. 아이리스 어소시어츠는 1994년에 로터스에 인수되었고, 로터스 자체도 1995년에 IBM에 인수되었다.
오지는 그루브 네트웍스(Groove Networks)를 설립하기 위해 떠나기 전까지 몇 년 동안 그곳에서 일했다. 그루브는 2005년 마이크로소프트에 인수되었으며 오지는 3명의 최고 기술 책임자(CTO) 중 한 명이 되었다. 그 해에 그는 "The Internet Services Disruption"이라는 제목의 5,000단어로 된 7페이지 분량의 내부 메모를 작성했다.
2006년 6월 15일 오지는 빌 게이츠로부터 최고 소프트웨어 설계자 역할을 맡았다.
2008년 10월 오지는 마이크로소프트 비즈니스에 대한 새롭고 잠재적으로 파괴적인 접근 방식에 초점을 맞춘 고급 개발 연구소에서 나온 첫 번째 프로젝트인 마이크로소프트 애저를 발표했다. 원래 레드 독(Red Dog)으로 알려진 이 프로젝트는 데이비드 커틀러와 아미타브 스리바스타바(Amitabh Srivastava)가 주도했다. 2009년 1월, 이 연구소에서 나온 또 다른 프로젝트인 "Live Mesh"는 최고의 기술 혁신으로 크런치상(Crunchie Award)을 수상했다. 2009년 10월에는 이 고급 개발 부서 내에 FUSE Labs(Future Social Experiences)를 설립하여 모바일과 웹의 소셜 경험 혁신에 중점을 두었다.
오지는 2010년 10월 18일에 마이크로소프트에서 사임하겠다는 계획을 공식 발표했으며 그의 마지막 날은 2010년 12월 31일이었다. 2011년에 그는 비영리 세이프캐스트(Safecast) 설립을 도왔다.
2012년 1월 오지는 주로 음성이 필수적인 역할에 초점을 맞춘 비즈니스 팀 커뮤니케이션을 위한 모바일 앱과 서비스를 제공하는 회사인 탈코(Talko Inc.)를 시작했다. 탈코는 2014년 9월에 출시되었다. 오지는 "탈코"라는 이름이 1970년대 PLATO 시스템 작업 중 경험했던 인기 그룹 채팅 프로그램인 탈코매틱(Talkomatic)에 대한 오마주를 의미한다고 말했다. 레이는 탈코의 새로운 음성 및 생산성 기능을 마이크로소프트의 스카이프에 도입하려는 의도로 2015년 12월에 회사를 마이크로소프트에 매각했다.
2013년 오지는 휴렛 팩커드 이사회에 합류했으며 계속해서휴렛 팩커드 엔터프라이즈의 이사직을 맡고 있다. 그는 2017년에 세이프캐스트 이사회에 합류했다.
2020년 4월, 레이 오지는 자신의 새로운 벤처인 IoT 회사인 블루스 와이어리스(Blues Wireless)를 위해 1,100만 달러를 모금했다.